# Aelt van Holthe
Aelt van Holthe (Harderwijk, 14 augustus 1716 - Amsterdam, 5 december 1782) was een Nederlandse burgemeester.

## Leven en werk
Van Holthe, lid van de familie Van Holthe, werd in 1716 in Harderwijk geboren als zoon van de Harderwijkse schepen en burgemeester Willem van Holthe en Aleida Margaretha Feith. Evenals als zijn vader vervulde hij bestuurlijke functies in de stad Harderwijk, zoals schepen en burgemeester. Ook op regionaal en landelijk niveau vervulde hij diverse regentenfuncties. Hij was onder meer gedeputeerde en werd afgevaardigd naar de Staten-Generaal en naar de Admiraliteit van Amsterdam.
Van Holthe trouwde op 4 augustus 1738 te Doesburg met Andrea Smits, dochter van de burgemeester aldaar Bernardus Smits en Barthe Gesina Feith. Hun zoon Pieter Adam van Holthe trouwde in 1771 met Roelina Gijsberta Gerdina van der Clooster, vrouwe van Rheebruggen en vestigde zich in Drenthe. Hun nakomelingen zouden in Drenthe diverse bestuurlijke functies vervullen. Van Holthe trouwde in 1771 met Catharina Barels (1725-1783).